# (2651) Karen
(2651) Karen ist ein Asteroid des Hauptgürtels, der am 28. August 1949 von dem südafrikanischen Astronomen Ernest Leonard Johnson, vom Union-Observatorium in Johannesburg aus, entdeckt wurde.
Der Asteroid ist nach Karen S. Mayer, einer Schwägerin, und nach Karen S. Franz, einer Freundin von F. N. Bowman, benannt.